# Jean Cottez
Jean Gustave Aurélien Cottez (Belfort, 7 de abril de 1908-París, 11 de octubre de 1973) fue un deportista francés que compitió en remo. Ganó tres medallas en el Campeonato Europeo de Remo entre los años 1930 y 1934.

## Palmarés internacional
| Campeonato Europeo | Campeonato Europeo | Campeonato Europeo | Campeonato Europeo |
| Año                | Lugar              | Medalla            | Prueba             |
| ------------------ | ------------------ | ------------------ | ------------------ |
| 1930               | Lieja (Bélgica)    | Medalla de plata   | Dos con timonel    |
| 1931               | París (Francia)    | Medalla de oro     | Ocho con timonel   |
| 1934               | Lucerna (Suiza)    | Medalla de bronce  | Cuatro sin timonel |